# Trina geometrina
Trina geometrina är en fjärilsart som beskrevs av Felder 1867. Trina geometrina ingår i släktet Trina och familjen tjockhuvuden. Inga underarter finns listade i Catalogue of Life.